# Battaglia di Salla
La battaglia di Salla è stata un episodio della guerra d'inverno tra Finlandia e Unione Sovietica, combattuto nei pressi della città di Salla.

## Contesto
Le forze dell'Armata Rossa avevano ricevuto l'ordine di attraversare Salla ed raggiungere entro due settimane Kemijärvi e Sodankylä. Da lì avrebbero dovuto avanzare fino a Tornio con lo scopo di tagliare il territorio finlandese in due.
Tuttavia le truppe finlandesi riuscirono ad arrestare l'offensiva sovietica pochi chilometri ad est di Kemijärvi.

## La battaglia
In un primo momento l'attacco sovietico costrinse i finlandesi a ritirarsi fino al fiume Kemijoki senza tuttavia riuscire a rompere le linee difensive nemiche.
Il 13 gennaio i sovietici si ritirarono verso il villaggio di Märkäjärvi e da quel giorno, a parte qualche schermaglia, non ci furono altri combattimenti degni di nota.